# Lạc Phượng
Lạc Phượng là một xã thuộc thành phố Hải Phòng, Việt Nam.

## Địa lý
Xã Lạc Phượng có diện tích 10,45 km², dân số năm 2022 là 10.838 người, mật độ dân số đạt 1.037 người/km².

## Lịch sử
Ngày 24 tháng 10 năm 2024, Ủy ban Thường vụ Quốc hội ban hành Nghị quyết số 1250/NQ-UBTVQH15 về việc sắp xếp đơn vị hành chính cấp xã của tỉnh Hải Dương giai đoạn 2023 – 2025 (nghị quyết có hiệu lực từ ngày 1 tháng 12 năm 2024). Theo đó, thành lập xã Lạc Phượng thuộc huyện Tứ Kỳ trên cơ sở toàn bộ 5,71 km² diện tích tự nhiên, quy mô dân số là 5.907 người của xã Cộng Lạc và toàn bộ 4,74 km² diện tích tự nhiên, quy mô dân số là 4.931 người của xã Phượng Kỳ.
Xã Lạc Phượng có 10,45 km² diện tích tự nhiên và quy mô dân số là 10.838 người.